# Pale Moon (browser)
Pale Moon è un browser web open source distribuito sotto licenza MPL 2.0 nato con l'obiettivo di offrire la massima personalizzazione. Il suo motto infatti è "Your browser, Your way" ("Il tuo browser, a modo tuo").
Supporta piattaforme sia a 32-bit che a 64-bit ed è ufficialmente distribuito per Linux, FreeBSD, Microsoft Windows e macOS.
Pale Moon nasce come fork di Firefox dal quale differisce per molti aspetti tra i quali i componenti aggiunti e l'interfaccia utente. In particolare, Pale Moon continua il supporto agli add-on in XUL e XPCOM che Firefox ha rimosso con la versione 57. Mantiene inoltre l'interfaccia la possibilità di personalizzare l'interfaccia come avveniva dalla versione 4 alla 28 di Firefox mantenendo però aggiornati tutti i componenti.

## Caratteristiche
Pale Moon, mette a disposizione l'interfaccia grafica Strata, utilizzata da Firefox dalla sua versione 4 alla 28. Funziona sempre in modalità singolo processo e utilizza il motore di rendering Goanna. Mette a disposizione un proprio set di estensioni e supporta i componenti aggiuntivi legacy di Firefox creati con XUL e XPCOM non più supportati da Firefox. Pale Moon supporta anche i plugin NPAPI.
L'intera utente può essere personalizzata attraverso i numerosi temi.
DuckDuckGo è il motore impostare come predefinito e IP-API è il servizio utilizzato per la geolocalizzazione al posto di Google. Pale Moon è rinomato per la sua leggerezza e per il rispetto della privacy dell'utente. Non è infatti presente nessun meccanismo di raccolta dati utente o telemetria.

## Descrizione

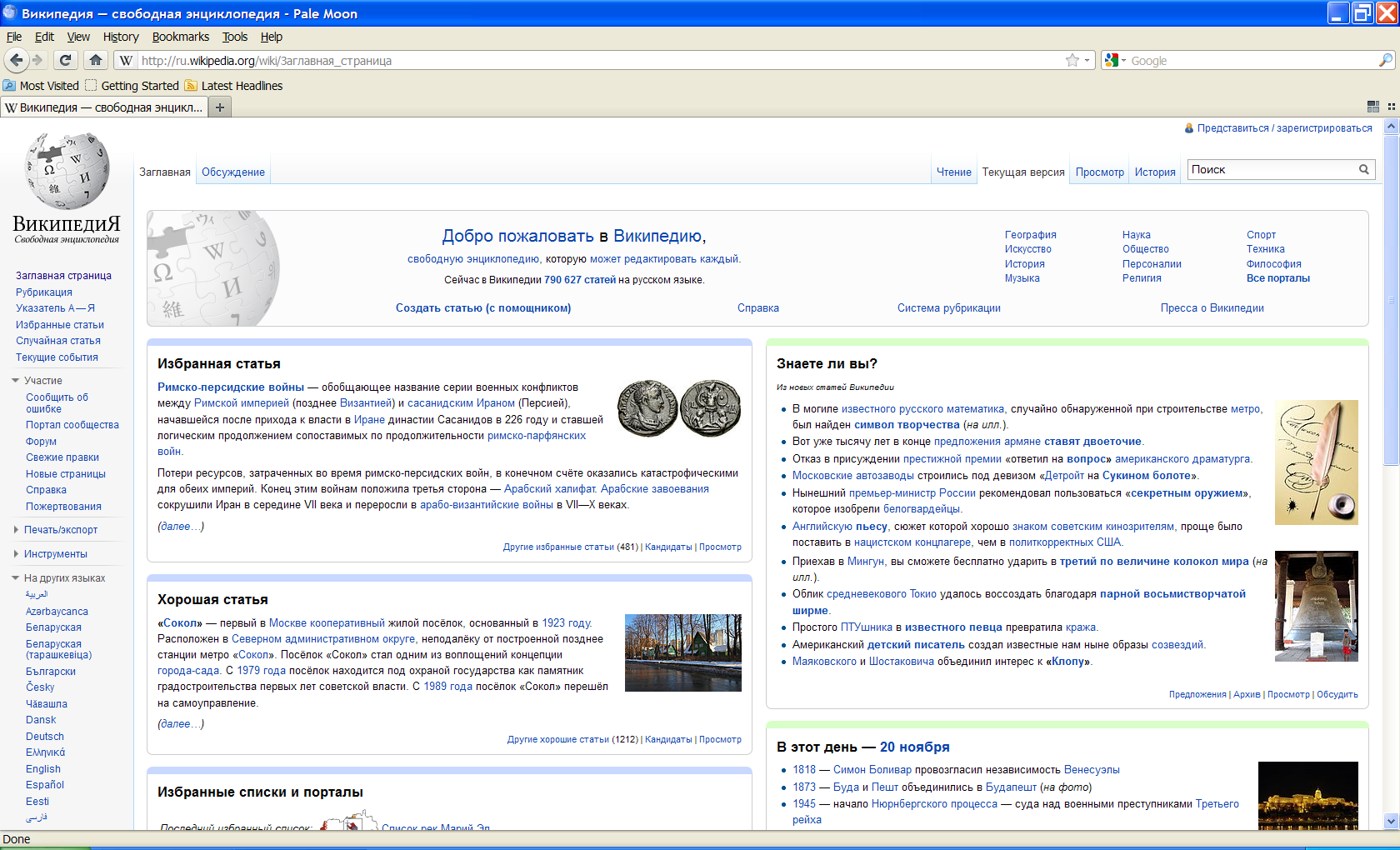
Pale Moon 8 eseguito su Windows XP

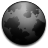
Logo senza marchio (dove quello ufficiale è blu)

Pale Moon differisce da Firefox per numerosi aspetti:
- Sostituisce il motore grafico Gecko con il fork Goanna
- Utilizza le interfacce utente di Firefox precedenti ad Australis
- Continua il supporto ad add-on XUL, XPCOM, e a plugin NPAPI
- Supporta add-on esclusivi per Pale Moon, tra i quali dozzine di temi.[15]
- Imposta di default una home page personalizzabile in cooperazione con start.me[16]
- Imposta di default DuckDuckGo come motore di ricerca al posto di Google o Yahoo!
- Usa il servizio IP-API e non quello di Google per la geolocalizzazione.[17]

### Piattaforme datate
La versione 26.5 è stata l'ultima release ufficiale a supportare Windows XP. Ci sono tuttavia alcuni progetti non ufficiali che continuano a sviluppare versioni aggiornate per XP.
Le distribuzioni ufficiali non supportano i vecchi processori che non possiedono l'instruction set SSE2. Tuttavia, è disponibile una build per Linux creata dagli utenti che supporta alcuni processori di vecchia generazione.

### Licenza
Il codice sorgente di Pale Moon è distribuito con la Mozilla Public License 2.0 eccetto per le parti relative al branding. Per garantire la qualità, la ridistribuzione di binari ufficiali a marchio Pale Moon è permesso solo in determinate circostanze. Il nome e il logo sono dei marchi registrati dal fondatore del progetto e non possono essere utilizzati senza il suo esplicito consenso.

## Storia
M.C. Straver è il fondatore del progetto e il principale sviluppatore. La prima distribuzione ufficiale di Straver del suo Pale Moon, nel 2009, era una rebuild di Firefox 3.5.2 con le impostazioni del compilatore ottimizzate. Col tempo il progetto crebbe e la versione 24 divenne una vera fork di Firefox 24 ESR. Dalla versione 25, Pale Moon usa uno schema di controllo delle versioni completamente indipendente.
Pale Moon 27 era una major re-fork del codice interno di Firefox 38 ESR, con implementati HTTP/2, DirectX 11, MSE/DASH e JavaScript ES6. Il supporto agli add-on rimase invariato, con una leggera riduzione della compatibilità con Jetpack.

### UXP
Nel 2017, Straver ha avviato il progetto Unified XUL Platform (UXP), ovvero "piattaforma XUL unificata". UXP è una fork di Firefox 52 ESR con importanti modifiche per renderla una piattaforma per lo sviluppo di numerose applicazioni, tra cui la prossima versione di Pale Moon. Per dimostrare le capacità di UXP e per ridefinirlo, Straver lo ha utilizzato per creare un nuovo browser, Basilisk.

### Altro
La versione di Pale Moon per Android è un progetto secondario che non è più supportato. Pubblicato nel 2014, Straver annunciò l'anno successivo che il progetto sarebbe stato abbandonato a causa dello scarso coinvolgimento della community. L'ultima release è stata la 25.9.6.
FossaMail è un client di posta creato da Straver ed è una fork di Mozilla Thunderbird che utilizza il motore di rendering di Pale Moon. Straver terminò il supporto ufficiale al programma nel 2017, sebbene lo mantenga ancora per il suo uso personale e ne condivide gli aggiornamenti tramite FTP.

## Classifiche benchmark
Straver ha minimizzato il ruolo dei test di benchmark, sostenendo che "non possono essere usati per arrivare ad una facile (o molto spesso a nessuna) conclusione. In un modo chiaro e semplice: sono un'indicazione, nient'altro. Sono utili se bisogna comparare programmi fratelli tra loro molto simili (per esempio Firefox e Iceweasel) o diverse build dello stesso esatto browser, per ottenere una differenza relativa della performance tra i due nel sottoinsieme limitato di quello che viene realmente testato, ma questo è il massimo."
Nel 2013, Pale Moon è stato leggermente più lento di Firefox secondo il ClubCompy Real-World Benchmark, con un punteggio rispettivamente di 8 168 e 9 344 su un massimo di 50 000. In un test di comparazione tra browser del 2016 browser effettuato da Ghacks, Pale Moon aveva il minor impatto sulla memoria dopo l'apertura di dieci siti diversi in schede separate. Tuttavia, nello stesso report, Pale Moon risultò il peggiore nel Mozilla Kraken, Google Octane, 32-bit RoboHornet, il secondo peggiore nei benchmark 64-bit RoboHornet e si è bloccato durante il benchmark JetStream per il JavaScript.

## Quota di mercato
|                    |                    |  |        |        |
| ------------------ | ------------------ |  | ------ | ------ |
| Google Chrome      | Google Chrome      |  | 65.98% | 65.98% |
| Mozilla Firefox    | Mozilla Firefox    |  | 11.87% | 11.87% |
| Internet Explorer  | Internet Explorer  |  | 7.28%  | 7.28%  |
| Safari             | Safari             |  | 5.87%  | 5.87%  |
| Microsoft Edge     | Microsoft Edge     |  | 4.11%  | 4.11%  |
| Opera              | Opera              |  | 2.35%  | 2.35%  |
| UC Browser         | UC Browser         |  | 0.87%  | 0.87%  |
| Yandex.Browser     | Yandex.Browser     |  | 0.52%  | 0.52%  |
| Cốc Cốc            | Cốc Cốc            |  | 0.22%  | 0.22%  |
| QQ Browser         | QQ Browser         |  | 0.2%   | 0.2%   |
| Chromium           | Chromium           |  | 0.13%  | 0.13%  |
| Sogou Explorer     | Sogou Explorer     |  | 0.12%  | 0.12%  |
| Maxthon            | Maxthon            |  | 0.12%  | 0.12%  |
| PhantomJS          | PhantomJS          |  | 0.06%  | 0.06%  |
| 360 Secure Browser | 360 Secure Browser |  | 0.06%  | 0.06%  |
| Pale Moon          | Pale Moon          |  | 0.04%  | 0.04%  |
| Vivaldi            | Vivaldi            |  | 0.04%  | 0.04%  |
| Mozilla Suite      | Mozilla Suite      |  | 0.03%  | 0.03%  |
| SeaMonkey          | SeaMonkey          |  | 0.03%  | 0.03%  |
| Amigo              | Amigo              |  | 0.02%  | 0.02%  |
| Naver Whale        | Naver Whale        |  | 0.01%  | 0.01%  |
| Altri              | Altri              |  | 0.05%  | 0.05%  |